# Carlevarino (calciatore)
 Carlevarino (fl. XX secolo) è stato un calciatore italiano, di ruolo attaccante.

## Carriera
Con la Speranza Savona disputa 17 gare nel campionato di Prima Divisione 1922-1923.Ha giocato anche con il Savona Foot-Ball Club.